# 흠바샤
흠바샤(티그리냐어: ሕምባሻ) 또는 암바샤(암하라어: አምባሻ)는 에티오피아와 에리트레아에서 유명한 납작빵이자 단 빵이다. 특별한 행사가 있을 때 주로 제공되며 카다멈 씨앗이 곁들여질 때도 있다. 흔히 생강이나 건포도를 넣기도 한다.

## 같이 보기
- 빵 목록
- 에티오피아 요리
- 에리트레아 요리
- 납작빵